# 吳憲湯
吳憲湯（？—1646年），字式九，北直隸保定府清苑縣人，明朝、南明政治人物。

## 生平
吳憲湯有節操，不同流合污，天啟七年（1627年）中舉人，任工部虞衡員外郎，監督杭關稅務。當地商業繁榮，前任司稅者都藉機榨取金錢；他到任後不曾貪取財物，離任時船中只有衣服圖書。弘光年間他和徐葆初、朱日爃、賈必選、陳文顯、蔡宸恩、文伯達、姜紹書、包壯行、史延曇、顏俊彥、胡其枝、汪挺、余長弘、沈璇卿、周必強、鄭俠如、徐弘道一同在工部任職，很快他辭官入山耕作自給自足，不入城市二十多年，後事不詳。

## 引用
1. 1 2  錢海岳《南明史·卷三十一·列傳第七》：憲湯，字式九，清苑人。天啟七年舉於鄉。虞衡員外郎，榷杭關，處膏不潤。
2. ↑  同治《清苑縣志·卷九·人物》：吳憲湯，字式九，天啟辛卯舉人。厲行方潔，不苟同流俗，厯任至工部員外郎，奉命督杭關稅務。關為萬商輻輳之區，凡司稅者歸裝皆巨萬。湯抵任一無所取，及復命舟中惟衣衾圖籍而已。
3. ↑  錢海岳《南明史·卷三十一·列傳第七》：（弘光）時工部先後司官可紀者，為徐葆初、朱日爃、賈必選、陳文顯、蔡宸恩、文伯達、吳憲湯、姜紹書、包壯行、史延曇、顏俊彥、胡其枝、汪挺、余長弘、沈璇卿、周必強、鄭俠如、徐弘道云。……躬耕不入城市二十餘年，卒。
4. ↑  同治《清苑縣志·卷九·人物》：：值明末世亂，棄官入山躬耕自給足，亦不入城市者凡二十餘年，其恬退如此。